# Mejisxi
Mejisxi (en rus: Межищи) és un poble de l'óblast de Vladímir, a Rússia, segons el cens del 2012 tenia 235 habitants. Pertany al districte municipal de Múrom.